# West Wemyss
West Wemyss (anhörenⓘ) ist eine Ortschaft in der schottischen Council Area Fife. Sie liegt rund drei Kilometer nordöstlich von Kirkcaldy am Nordufer des Firth of Forth. Die größeren Ortschaften East Wemyss und Coaltown of Wemyss liegen zwei Kilometer nordöstlich beziehungsweise einen Kilometer nördlich. Die A955 (Kirkcaldy–Leven) passiert West Wemyss im Norden.

## Geschichte
Die Siedlung geht auf die Burg Wemyss Castle des Clans Wemyss zurück, die John Wemyss of Reres dort vor 1423 errichten ließ. David Wemyss erwirkte 1511 von Jakob IV. die Einrichtung einer Baronie, deren Zentrum die Burg bildete. 1633 wurde John Wemyss als erster Earl of Wemyss installiert. Das Earldom wurde in der Mitte des 18. Jahrhunderts unter Karl I. von den Ländereien getrennt, sodass die Earls of Wemyss heute auf Gosford House residieren.
Im Jahre 1511 wurde West Wemyss in den Stand eines Burgh of Barony gesetzt. Die Wemyss’ betrieben dort einen Hafen und gingen der Salzgewinnung nach. Später gewann die Kohleförderung, der in der Umgebung bereits nachgegangen wurde, in West Wemyss an Bedeutung. In der zweiten Hälfte des 19. Jahrhunderts lebte ein Großteil der Einwohner vom Kohlebergbau. Der zum Umschlag genutzte Hafen wurde 1872 um ein Trockendock ergänzt. Die Ortschaft mit ihren Arbeiterhäusern wurde 1985 als Ensemble geschützt.
Lebten 1831 noch 858 Personen in West Wemyss, stieg die Zahl innerhalb von vierzig Jahren auf 1231 an. Nachdem im Jahre 1961 in West Wemyss 545 Einwohner gezählt wurden, ist die Einwohnerzahl im Trend rückläufig. So lebten dort 1991 noch 200 Personen.